# 短梗乌饭
短梗乌饭（学名：Vaccinium brevipedicellatum）为杜鹃花科越桔属下的一个种。

## 扩展阅读
- 維基物種上的相關：短梗乌饭